# Equidna-de-bico-longo
O equidna-de-bico-longo (Zaglossus bruijnii), também conhecido como zaglosso, que já foi relatado habitando posições ao nível do mar e regiões montanhosas (habita geralmente florestas úmidas nas montanhas da Nova Guiné Ocidental, pode medir até 78 cm de comprimento e pesar 10 kg. É um animal noturno e insetívoro, cuja dieta consiste quase exclusivamentre de minhocas, mas também se alimenta de outros insetos que vivem no chão das floresta. Além de ser um pouco maior, ele se distingue das outras équidnas por seu bico quase duas vezes mais longo que a cabeça e por seus pêlos lanosos, abundantes, brunos (marrons) ou negros, às vezes longos bastante para dissimular os espinhos, que são menos espessos e com menos pêlos que os das outras espécies. É um animal aparentemente solitário.
Ele está correndo risco de extinção. Sua população diminuiu muito nos lugares onde interage com o homem, e encontra-se presente somente onde as densidades de população humanas são baixas. A razão principal para seu declínio parece ter sido caça tradicional - é um animal altamente raro. As ameaças atuais incluem a caça com cães especialmente treinados e a perda do seu habitat.